# 김현우 (프로게이머)
김현우(1992년 2월 10일 ~ )는 대한민국의 전직 스타크래프트 프로게이머이다. Modesty라는 아이디를 사용했고, 종족은 저그이다.
2007년 하반기 드래프트에서 STX SouL의 3차 지명으로 입단하였다
2012년 12월 프로리그 로스터에서 제외되었는데, 김윤중과 같이 은퇴를 결심한 것으로 알려졌다. 은퇴공시는 되지 않은 상태이다.

## 저그전 스나이핑 카드
신한은행 프로리그 08-09 시즌때, 김은동 감독이 대 저그전 스나이핑 카드로 김현우를 자주 내 보냈으며, 6승 6패를 거두었다.
그 이후, 신한은행 프로리그 09-10 시즌에 이제동 , 김정우 등을 꺾으며 대 저그전 12승 3패라는 좋은 성적을 거두며 STX SouL의 저그전 스나이핑
카드로 자리 매김 하였다.

## 공식전 프로토스전 10연패
김현우는 대 저그전과 대 테란전에 비해 프로토스전이 약하다는 평을 듣고 있는데 2010년 8월까지 김현우의 공식전 프로토스전 성적은 공식전 10연패를 기록할 정도로 매우 저조하다. 팬들은 김현우가 저저전 기계라는 별명까지 지어주며 프로토스전 실력에 대해서는 많은 불만을 가지고 있다. 그러나 최근 도재욱,윤용태 등 걸출한 선수들을 잡아내며 8강에서 같은 팀의 선수 김구현을 2:1로 잡고 4강에 진출하여 어느 정도 이미지를 만회하긴 했지만, 스타리그 4강에서 송병구에게 무기력하게 0:3 셧아웃당하는 등 아직까지 프로토스전이 약하다는 이미지를 완전히 떼지는 못하고 있다.

## 현재 근황
KSL 예선 통과 후 본선에서 신상문을 이기고 직장을 그만뒀다.

## 주요 기록

### 전적
통산전적 (12.06.25 기준, 스타2 전적포함)
|             | 경기 | 승-패 | 승률  |
| ----------- | ---- | ----- | ----- |
| 대 테란     | 19   | 7–12  | 36.8% |
| 대 저그     | 44   | 24–20 | 54.5% |
| 대 프로토스 | 29   | 8–21  | 27.6% |
| 총합        | 92   | 39–53 | 42.4% |

### 수상 경력
- 2007년 8월 제32회 커리지매치 입상
- 2009년 5월 곰TV TG삼보-인텔 클래식 시즌3 32강
- 2010년 2월 대한항공 스타리그 2010 Season 1 36강
- 2010년 박카스 스타리그 2010 3위
- 2011년 6월 진에어 스타리그 2011 8강
- 2012년 4월 Tving 스타리그 2012 24강
- 2014년 2월 픽스 9차 소닉 스타리그 16강
- 2015년 1월 스베누 10차 소닉 스타리그 32강